# کریم چالهان اوغلو
کریم چالهان اوغلو (انگلیسی: Kerim Çalhanoğlu؛ زادهٔ ۲۶ اوت ۲۰۰۲) بازیکن فوتبال اهل آلمان است.
وی همچنین در تیم‌های ملی فوتبال تیم ملی فوتبال زیر 16 سال ترکیه، تیم ملی فوتبال زیر 16 سال آلمان، جوانان آلمان، جوانان آلمان و زیر ۲۰ سال آلمان بازی کرده‌است.